# Longtown (Oklahoma)
Longtown es un lugar designado por el censo ubicado en el condado de Pittsburg en el estado estadounidense de Oklahoma. En el Censo de 2010 tenía una población de 2739 habitantes y una densidad poblacional de 47,22 personas por km².

## Geografía
Longtown se encuentra ubicado en las coordenadas 35°14′33″N 95°31′13″O / 35.24250, -95.52028. Según la Oficina del Censo de los Estados Unidos, Longtown tiene una superficie total de 93.35 km², de la cual 68.69 km² corresponden a tierra firme y (26.5%) 24.74 km² es agua.

## Demografía
Según el censo de 2010, había 2739 personas residiendo en Longtown. La densidad de población era de 47,22 hab./km². De los 2739 habitantes, Longtown estaba compuesto por el 84.12% blancos, el 0.55% eran afroamericanos, el 8.62% eran amerindios, el 0.22% eran asiáticos, el 0% eran isleños del Pacífico, el 0.47% eran de otras razas y el 6.02% pertenecían a dos o más razas. Del total de la población el 1.75% eran hispanos o latinos de cualquier raza.